# Peggy Waleska
Peggy Waleska, född den 11 april 1980 i Pirna i Tyskland, är en tysk roddare.
Hon tog OS-silver i dubbelsculler i samband med de olympiska roddtävlingarna 2004 i Aten.